# Jérome-Hermès Bolsec
Jérome-Hermès Bolsec (né à Paris et mort en à Lyon en 1585), est un théologien français. Religieux carmélite, ses opinions semi-pélagianistes le rendirent suspect d'hérésie et il dut s'enfuir de Paris. Converti vers 1545 à la foi réformée, ses idées sur la part de libre-arbitre dans le salut du pécheur en firent l'ennemi personnel de Calvin. Il retourna en France, professa des opinions conformes à la doctrine au synode d'Orléans, puis repartit pour Lausanne dont il devint citoyen. À nouveau mis en accusation par Théodore de Bèze, il repartit en Franche-Comté puis à Lyon où, ayant abjuré la foi réformée, il s'établit définitivement comme médecin.

## Biographie

### Religieux dissident
Un sermon un peu libre que Bolsec, religieux de l’ordre des Carmes, avait prêché dans l’église de St-Barthélémy, à Paris, lui attira des affaires qui le forcèrent à s’enfuir. Il se réfugia en Italie, dans les États de Renée de France, duchesse de Ferrare, dont il devint l’aumônier lorsqu’il embrassa la religion réformée, prit femme et se mit à pratiquer la médecine.
Selon Théodore de Bèze, Bolsec s’étant conduit de façon à se faire chasser de la ville qui lui avait donné l’hospitalité, il se rendit alors à Genève, où il arriva en 1551. Sa pratique, comme médecin, lui laissant beaucoup de loisir, il songea à l’employer à dogmatiser. Imbu des doctrines semi-pélagianistes, il le fit d’abord en secret, puis peu à peu, il prit de la hardiesse et alla jusqu'à se produire en public, il apostropha le pasteur qui prêchait sur ce texte de saint Jean : « Celui qui est de Dieu, écoute les paroles de Dieu. C’est pour cela que vous ne les écoutez point, parce que vous n’êtes point de Dieu. » Jean Calvin qui, ayant été empêché d’assister au commencement du service, se trouvait mêlé à la foule des fidèles, bondit sur son banc, lorsqu’il entendit attaquer ses doctrines avec tant de passion et, s’avançant au-devant du perturbateur, il l’écrasa sous le poids de ses arguments.

### L'adversaire de Calvin
Un magistrat, qui avait assisté à cette scène, arrêta alors Bolsec et le fit conduire en prison. Le soir même, les ministres de Genève se réunirent et dressèrent dix-sept questions qu’ils envoyèrent au Conseil pour être soumises au prisonnier. Les réponses de Bolsec ayant été loin de satisfaire les ministres, on disputa longuement, de vive voix et par écrit, mais en vain, car Bolsec persista dans ses convictions. Le consistoire pria alors le Conseil de suspendre son verdict jusqu’à ce qu’on eut pris l’avis des églises de la Suisse. Celles de Zurich, de Berne et de Bâle furent consultées. Les consistoires de ces trois villes reconnurent, en citant les passages de l’Écriture à l’appui de leur sentiment, qu’une foule de bons esprits ne partageaient pas l’opinion exclusive de la grâce élective.
La cause de Bolsec paraissait donc gagnée, tandis que Calvin demeurait seul dans son camp, abandonné même par ses propres amis lorsque, le 23 décembre 1551, le Conseil de Genève déclara Bolsec convaincu de sédition et de pélagianisme et, comme tel, le bannit des terres de la République, sous peine du fouet s’il y revenait.
Pendant sa captivité, Bolsec avait cherché à repousser l’attaque de ses adversaires par une contre-mine dirigée contre Calvin en dressant une suite d’articles sommant le réformateur de « lui respondre catégoriquement et sans raisons humaines ni vaines similitudes, mais simplement par la Parole de Dieu. » Ce moyen ne lui avait pas non plus réussi, ce fut dans ces circonstances qu’il composa une Complainte.
Après sa condamnation, Bolsec se retira à Thonon, sur les bords du lac de Genève. Cependant, les persécutions qu’il avait essuyées ne contribuèrent pas à le rendre plus circonspect et il recommença à dogmatiser, accusant hautement Calvin de faire Dieu l’auteur du péché. Pour prévenir l’effet de ses accusations, Calvin se fit députer auprès du Conseil de Berne et réussit à obtenir son expulsion du canton, sans que les magistrats voulussent cependant se prononcer sur sa doctrine.

### Soumission et retour vers le catholicisme
Bolsec retourna alors à Paris. Le désir d’obtenir une place de ministre du culte lui aurait suggéré l’idée de faire sa paix avec les églises de Genève et de Berne. Après une conférence avec les pasteurs de Paris, il se rendit au Synode national d’Orléans pour y abjurer ses erreurs. Le Synode l’admit au ministère. Après sa soumission au Synode d’Orléans, Bolsec s’étant rendu en Suisse pour y faire amende honorable, la guerre civile qui venait d’éclater en France le détermina à se fixer de nouveau dans ce pays.
Il se trouvait à Lausanne, où il avait obtenu le droit de bourgeoisie, à condition de souscrire à la confession de foi de Berne, et exerçait la médecine dans cette ville, lorsqu’à l’instigation de Bèze, il fut de nouveau soumis à un interrogatoire, à la suite duquel il reçut l’ordre de s’éloigner.
Il se rendit alors à Montbéliard et rentra finalement en France ou il reprit sa première religion. Il alla d’abord s’établir, comme médecin, à Autun et changea plusieurs fois de résidence depuis. Il habitait, en 1577, Lyon où il devait mourir en 1585.

## Publications
- Le miroir de vérité au roi Charles IX, aux princes et seigneurs de son Conseil ; du jugement faict par Salomon en son bas aage, au commencement de son règne ; du lustre et reflection duquel miroir apparoit le vray moyen d’appaiser les troubles et séditions du royaume de France, 1562.
- Histoire de la vie, mœurs, actes, doctrine et mort de Jean Calvin, jadis grand ministre de Genève. Recueilly par Hierosme-Hermès Bolsec, doct. méd. à Lyon. Dédié au révérendissime archeresque [Pierre d’Espinac], comte de l’église de Lyon et primat de France, Paris, 1582, pet. in-8°  ;Chap. XXVI ; 51 feuilles sans les pièces préliminaires, et sans un petit poème : Calvinodie ou hymne sur le tombeau de Jean Calvin, qui se trouve à la fin du livre, mais qui n’est pas reproduit dans d’autres éditions, telles que celle de Lyon, 1664. — La première édit. est de Lyon, chez Jean Patrasson, 1577, in-8° ; dédicace datée de Lyon, 24 juin de cette même année. Réimpr. plusieurs fois et en dernier lieu dans les Archives curieuses de l’Hist. de France, 1e Série, t. V, à la suite de la Vie de Calvin par Théodore de Bèze. Trad. en latin, Coloniæ, 1580, pet. in-8°, pp. 147. D’après le bibliographe Watt, une première trad, en latin aurait paru à Lyon, en 1577. — Dans sa préface, Bolsee annonce à quelle occasion il a écrit son livre. « Voyant doncques telles mensonges et détestables blasphèmes [dans la Vie de Calvin par Bèze] avoir tant de cours et authorité par la France et païs circonvoisins, au très-grand deshonneur de Dieu, vitupère de nostre Seigneur J.-Ch. son filz : plus à la ruyne d’infinis pauvres idiots qui abusez par telles rusées menteries, laissent le vray trouppeau de la mère Saincte Église pour se retirer et dédier à la secte et faulse doctrine de Calvin ; j’ay mis ce petit livre en avant afin de faire cognoistre qui et quel fut le dict Calvin, etc. […] J’appelle Dieu en tesmoin que je n’ay esté induict à escrire contre le dict de Bèze les très énormes vices et vie d’iceluy Calvin pour haine, ou malevolence particulière que je leur porte : mais pour le zèle de vérité et de l’honneur de Dieu : aussi pour la compassion que j’ay de la ruyne et perdition de tant de pauvres idiots abusez. Semblablement que je n’escry chose aucune en ce traicté qui soit contre ma conscience, mais selon vérité approuvée par tesmoignage d’escrits de la main mesme d’iceluy Calvin ; par relation de personnages dignes de foy et selon que j’ay veu de mes yeux et touché de ma main.  »
- Histoire de la vie, mœurs, doctrine et départements de Th. de Bèze, dit le spectable, grand minisire de Genève, selon que l’on a peu voir et cognoistre jusqu’à maintenant, en attendant que luy mesme, si bon luy semble, y adjouste le reste, par M. Hierosme Bolsec, théol. et méd. à Lyon. Paris, 1582, pet. in-8°, 38 feuillets sans l’Épistre au lecteur; privilège daté de novembre 1581 ; publ. avec le libelle contre Calvin, dans un même volume.Cet ouvrage, comme le précédent, n’est qu’un tissu d’invectives.

## Source
- E. Haag, La France protestante, t. II, Paris, J. Cherbuliez, 1847, p. 360-4.